# إيستمان للكيماويات
إيستمان للكيماويات (بالإنجليزية: Eastman Chemical)‏ هي شركة كيمياويات أمريكية يقع مقرها في كينغسبورت. تأسست عام 1920 من طرف جورج إيستمان. تُنتج هذه الشركة في 16 موقعاً في عشر دول وتبيع منتجاتها في جميع أنحاء العالم. يعمل بها حوالي 11,000 موظف (حسب إحصاء عام 2006).

## اقرأ أيضا
- شركة ال جي شيم

## وصلات خارجية
- الموقع الرسمي